# António Marinho e Pinto
António de Sousa Marinho e Pinto (10 de setembre de 1950, Vila Chã do Marão, Amarante) és un advocat portuguès i experiodista. Va ser president de l'Associació d'Advocats de Portugal entre 2008 i 2013. És ben conegut pels seus discursos polèmics.
El 2014 va ser candidat a les eleccions al Parlament Europeu com a cap de llista del Partido da Terra (MPT), i va ser elegit eurodiputat juntament amb José Inácio Faria. Poc després d'assumir el càrrec, va anunciar la seva intenció d'abandonar l'escó, adduint la ineficàcia del Parlament Europeu. Amb relació a aquest òrgan de la Unió Europea va afirmar: «Vaig descobrir alguna cosa que no sabia abans: el Parlament Europeu no té cap utilitat. És una fantasia. El Parlament Europeu no mana res, malgrat totes les il·lusions, totes les proclamacions, que són mentides». A més, Marinho e Pinto afirmà que el Parlament Europeu no és un veritable parlament i que els ingressos dels eurodiputats són exageradament elevats, titllant-los de vergonyosos. Malgrat les seves declaracions crítiques en relació al Parlament Europeu, afirmà que continuaria essent diputat si no era elegit diputat a l'Assemblea de la República Portuguesa, el 4 d'octubre de 2015.
Al setembre de 2014 Marinho e Pinto va abandonar l'MPT, i l'11 de febrer de 2015, el seu nou partit, el Partido Democrático Republicano (PDR), va ser reconegut pel Tribunal Constitucional de Portugal.
El setembre de 2018, Marinho e Pinto fou un dels 15 diputats que denuncià la manca d'independència judicial i la violació de drets fonamentals arran de l'escàndol del xat del Consell General del Poder Judicial filtrat per Anonymous.